# Djiboutis Davis Cup-lag
Djiboutis Davis Cup-lag styrs av Djiboutis tennisförbund och representerar Djibouti i tennisturneringen Davis Cup, tidigare International Lawn Tennis Challenge. Djibouti debuterade i sammanhanget 1993. Landet var dock redan med 1987, men lämnade då walkover i mötet med Kenya. Sedan 2005 har Djibouti inte spelat några matcher i Davis Cup.